# Дисвинециттрий
Дисвинециттрий — бинарное неорганическое соединение
иттрия и свинца
с формулой YPb2,
кристаллы.

## Получение
- Сплавление стехиометрических количеств чистых веществ:

{\displaystyle {\mathsf {Y+2Pb\ {\xrightarrow {945^{o}C}}\ YPb_{2}}}}

## Физические свойства
Дисвинециттрий образует кристаллы
ромбической сингонии, пространственная группа C mcm, параметры ячейки a = 0,4540 нм, b = 1,646 нм, c = 0,4450 нм, Z = 4,
структура типа дисилицида циркония ZrSi2
.
Соединение образуется по перитектической реакции при температуре 945°C.